# Viorel Lis
Viorel Lis (Zărnești (Argeș), 19 marzo 1944) è un politico rumeno,  è stato sindaco di Bucarest dal 1997 al 2000, dopo che Victor Ciorbea divenne Primo ministro della Romania.
Appartenente al PNȚCD dal quale si è dimesso, ha fondato un suo partito chiamato Partito Nuova Generazione.
Nel 2004 si è presentato come candidato del nuovo partito  Partito Nuova Generazione  per la carica a sindaco nelle elezioni generali locali a Bucarest del 2004.

## Controversie
Il nome di Viorel Lis è apparso in un caso importante nel 2005, chiamato dalla Direzione Nazionale Anticorruzione "Bustarella svedese". Gli investigatori hanno iniziato le indagini dopo la dichiarazione di un dirigente della ABB svedese, accusato di appropriazione indebita, il quale disse che nel 1998 pagò una tangente di 600.000 dollari per cinque funzionari rumeni. Tra questi l'ex sindaco Viorel Lis, si presume avesse ricevuto denaro per concedere l'autorizzazione per la costruzione di una centrale termoelettrica. Viorel Lis ha ammesso di aver fatto un viaggio in Svezia per vedere se ci fosse un tale modello, ma ha negato di aver preso tangenti. Infine, Lis è stato assolto da un procedimento penale in questo caso.